# Lutzomyia waltoni
Lutzomyia waltoni är en tvåvingeart som beskrevs av Arias J. R., Freitas R. A., Barrett T. V. 1984. Lutzomyia waltoni ingår i släktet Lutzomyia och familjen fjärilsmyggor. Inga underarter finns listade i Catalogue of Life.